# Eilema luteola
Eilema luteola är en fjärilsart som beskrevs av Jacob Hübner 1788. Eilema luteola ingår i släktet Eilema och familjen björnspinnare. Inga underarter finns listade i Catalogue of Life.